# Ярослав Коціан
Ярослав Коціан (чеськ. Jaroslav Kocian; 22 лютого 1883, Усті-над-Орлиццю — 8 березня 1950, Прага) — чеський скрипаль, музичний педагог і композитор.
Син музиканта. Почав вчитися грі на скрипці в чотирирічному віці і в тому ж році вперше виступив публічно. Після свого батька навчався у керівника міського хору Йозефа Забродського, а в 1893 році поступив в Празьку консерваторію в клас Отакара Шевчика, однокласником якого колись був його батько. Композицію вивчав під керівництвом Антоніна Дворжака, навчався також грі на фортепіано. При випуску з консерваторії (1901) протягом трьох днів виступив в Рудольфінум як скрипаль (з концертом Ніколо Паганіні), як композитор і диригент (з виконанням свого «Романсу для скрипки з оркестром») і як піаніст (у складі фортепіанного тріо).
Починаючи з 1901 року гастролював по різних країнах Європи, в 1902 дебютував в нью-йоркському Карнегі-холі. У 1907 на запрошення свого товариша по навчанню Франтішека Ступки влаштувався в Одесі, зайнявши місце педагога в Одеському училищі Імператорського Російського музичного товариства та очоливши струнний квартет (друга скрипка Ступка, альт Йосип Перман, віолончель Ладислав Зеленка). Потім в 1908—1909 рр. працював в Санкт-Петербурзі як перша скрипка Квартету герцога Мекленбурзького. Повернувшись до Чехії, продовжив гастрольну кар'єру по всьому світу, завершивши виконавську діяльність в 1928 році і повністю присвятивши себе викладанню. З 1929 професор Празької консерваторії, в 1939—1940 рр. її ректор; серед учнів Коціана — Йозеф Сук (молодший), Вацлав Снітіл, Ян Седівка, Еде Затурецький та ін. У 1943 вийшов на пенсію.